# A.E.I.O.U.

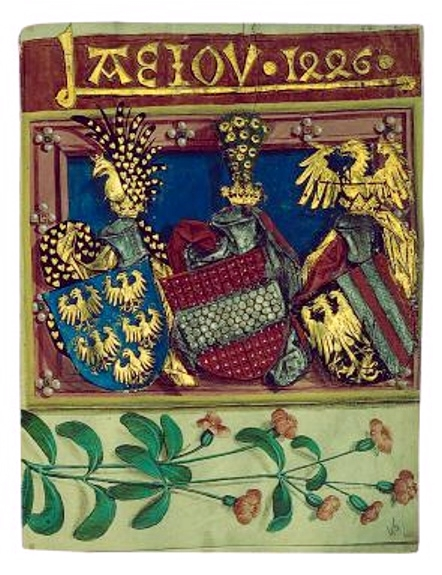
Miniatură într-o carte aparținând lui Frederic al III-lea (1446)

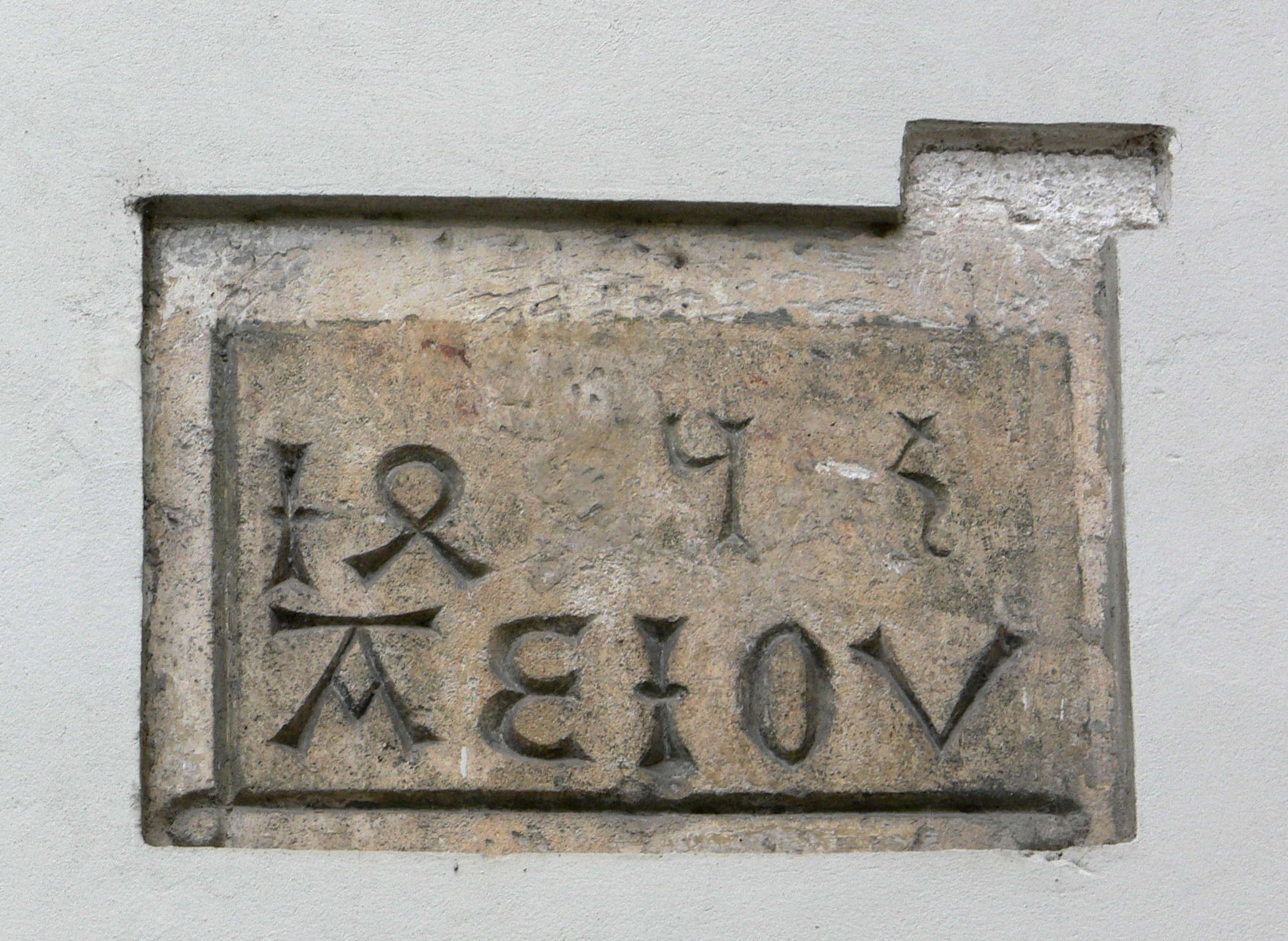
Inscripție în Castelul din Graz (1453)

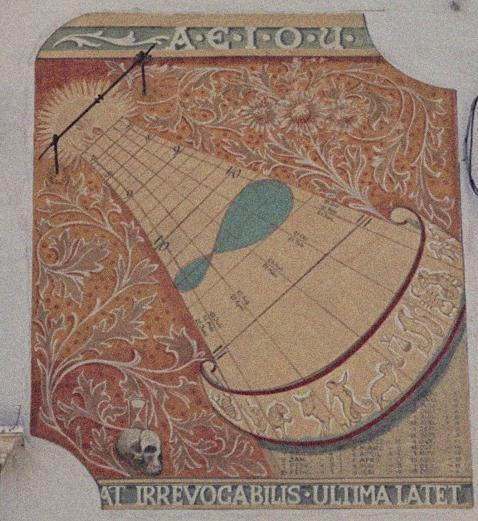
Cadran solar în Merano

A.E.I.O.U. sau AEIOU este un acronim, cel mai probabil al unei sintagme reprezentând o deviză, pe care împăratul Frederic al III- lea (n. 1415 – d. 1493) l-a folosit în diferite înscrisuri și care se găsește, de asemenea, pe diferite obiecte și construcții. Ulterior, șirul de cinci vocale a fost preluat și folosit și de alți membrii ai Casei de Habsburg. Amator de formule ezoterice, Frederic al III-lea obișnuia să marcheze cu acest acronim bunurile care îi aparțineau, de la castele până propria veselă.

## Răspândire
Acronimul presupusei devize se găsește pe stema și clădirile care îi aparțineau împăratului, de exemplu Castelul din Wiener Neustadt, Castelul din Linz, Catedrala Sf. Egidiu și Castelul din Graz, cel din urmă primind această inscripție în timpul în care Frederic al III-lea era Duce al Stiriei. De asemenea, acronimul există pe clădiri din Trieste, Meran și alte locuri din Europa Centrală care s-au aflat sub stăpânire habsburgică. În Wiener Neustadt el se regăsește de 57 de ori în diverse locuri.
În timpul Mariei Tereza acronimul a fost plasat pe stema și pe clădirea Academiei Militare din Wiener Neustadt (cea mai veche academie militară din lume, fondată în 1752) existând astăzi, de asemenea, pe inelele sigilare ale tinerilor ofițeri absolvenți.

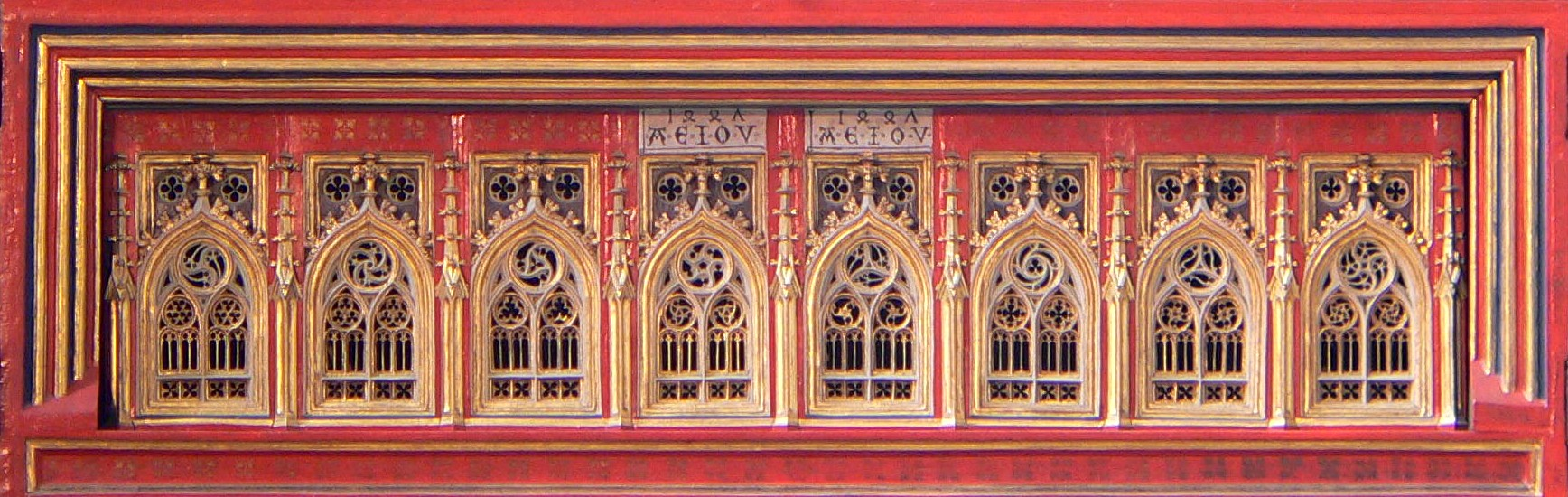
Inscripție în Altarul Wiener Neustadt (Catedrala Sf. Ștefan din Viena)

O intarsie în „Sala Kreisky” din Cancelaria Federală a Austriei (Piața Ballhausplatz) include acronimul împreună cu stema Austriei. De aceea această succesiune de litere poate fi privită ca un simbol național al Austriei.

## Interpretare
Frederic al III-lea nu a oferit vreo semnificație acestui acronim, dar s-a spus că înainte de a muri, a afirmat că înțelesul ar fi, în germană Alles Erdreich ist Oesterreich untertan (în română „Întreg Pământul este supus Austriei”).  
Din 2023 interpretarea devizei ca motto al cancelariei regale cu legătură biblică „amor electis iniustis ordinor ultor” este valabilă ca teză. Deoarece deviza a împodobit sigiliul Curții de Justiție - simbol oficial legal și imperial, interpretările de mai jos, care se referă exclusiv la puterea Austriei, par să fie excluse. În martie 2023 istoricul german Konstantin M. Langmaier, profesor de Istorie Medievală la Universitatea din München, a prezentat concluzia celor mai recente cercetări. Abrevierea constă din inițialele a cinci cuvinte, care încorporează legitimitatea într-o frază latină:
„En, a mor e lectis, i niustis o rdinor u ltor; sic Fridericus ego mea iura rego." – „(Priviți, eu sunt) iubit de cei ce m-au ales, (eu sunt) temut de cei nedrepți, (astfel eu, Frederic, domnesc în mod legal)”, în germană: „(Seht, ich bin) geliebt von den Erwählten, (ich bin) gefürchtet von den Ungerechten, (also regiere ich, Friedrich, rechtmäßig)“.
Această interpretare care era cunoscută de multă vreme, a fost calificată de celebrul cercetător austriac Alfons Lhotsky ca o creație a notarului morav Nikolaus Petschacher, un presupus consilier al împăratului Frederic al III-lea. Istoricul Langmaier, dimpotrivă, a reușit să demonstreze că ordinea cuvintelor En-amor (un distih) a fost folosită în manuscrise de ducele Frederic însuși încă din 1437.

## Interpretări populare
Contemporani ai lui Frederic (precum cavalerul Conrad Grünenberg în jurul anului 1480) au fost preocupați de interpretarea șirului de inițiale.
Istoricul Alfons Lhotsky a făcut o listă cu 86 dintre cele peste 300 de interpretări cunoscute. Iată câteva dintre ele:
- Austriae est imperare orbi universo (Austria este destinată să conducă lumea);
- Austria erit in orbe ultima (Austria va exista până la sfârșitul lumii);[3]
- Austria est imperio optime unita (Austria este cel mai bine unită prin imperiul său);
- Austria est imperium optime unitum (Austria este cel mai bun regat unit);[10]
- Augustus est iustitiae optimus vindex (Împăratul este cel mai bun protector al justiției);
- Alles Erdreich ist Österreich untertan (Întreg Pământul este supus Austriei - secolul al XVI-lea/secolul al XVII-lea);[3]
- Austria est imperatrix omnis universi (Austria este conducătorul lumii întregi).

În 1951 istoricul Eugen Rosenstock-Huessy a sugerat interpretarea:
- Austria Europae Imago, Onus, Unio („Austria este imaginea Europei, sarcină și unificare”).

A fost propusă chiar și o interpretare în limba engleză (devenită limbă internațională):
- Austria’s empire is our universe („ Imperiul Austriei este universul nostru ”).[11]